# Бражник бузковий
Бражник бузковий (Sphinx ligustri) — великий нічний метелик родини бражникові. Поширений в Європі та Північній Азії. Гусениця живиться листям бузку, бирючини, ясена, калини тощо.

## Опис
Великий бражник з розмахом крил 9-10 см. Передні крила зверху темнобрунатні, з бурою смугою на передньому краї та ще одною блідобурою за нею. Задні крила рожеві, з трьома чорними перепасками. Черевце згори посередині має чорну поздовжню смугу, боки черевця з чорними та рожевими кільцями.

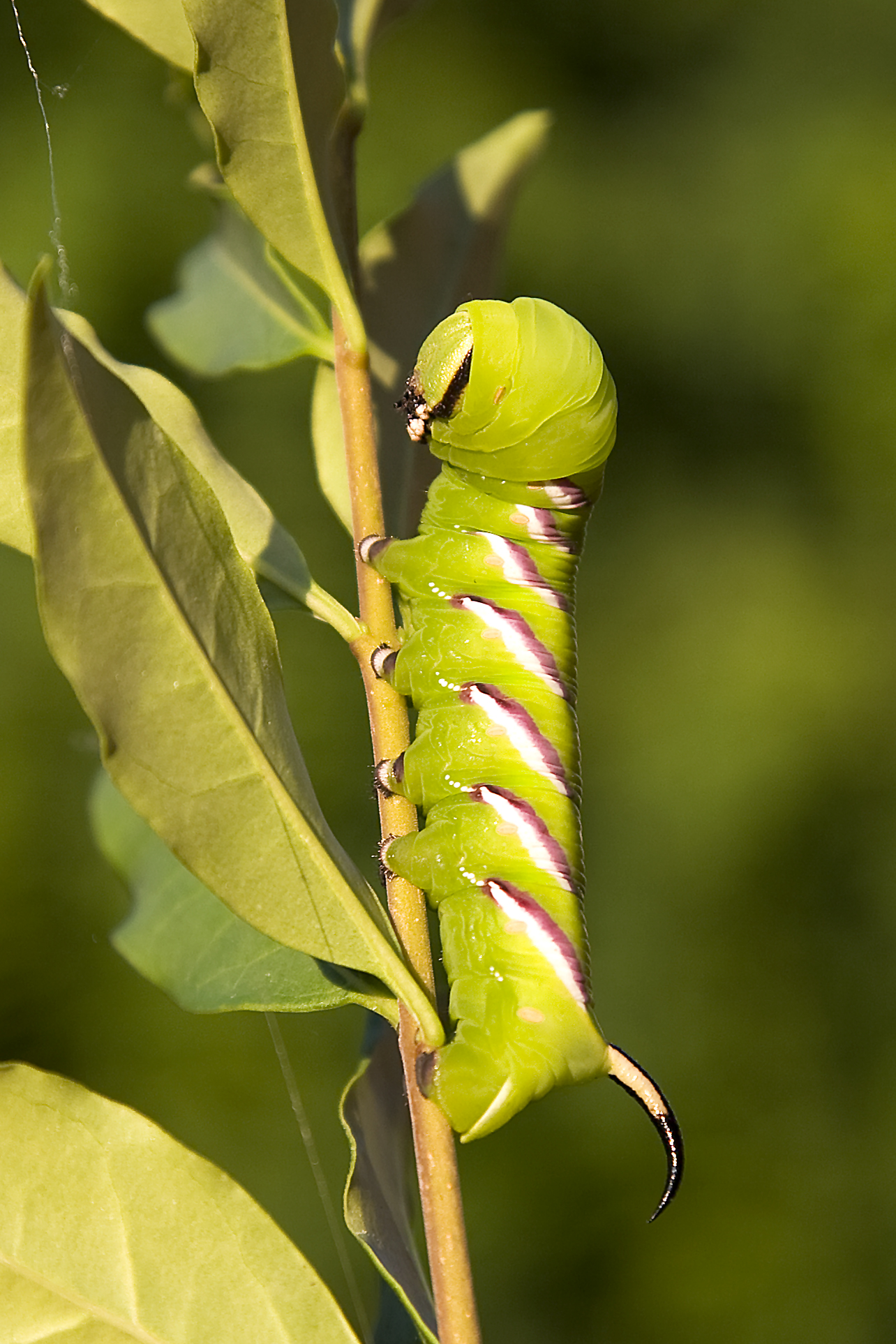
Гусениця бражника бузкового

Гусениці зелені, з косими біло-фіолетовими смугами, кінчик рогу чорний. Лялечка формується в верхньому шарі ґрунту. На півночі імаго літають в травні-червні. За рік в Україні розвивається 1 чи 2 покоління.

## Наукове значення
Типовий вид роду Sphinx.
Бражник бузковий широко вивчався в лабораторних умовах як модельний об'єкт
для розуміння фізіології та біохімії комах.